# Бурый щелкун
Бурый щелкун (лат. Sericus brunneus) — вид жуков-щелкунов из подсемейства Elaterinae.

## Распространение
Щелкун распространён в лесотундре, во всей лесной зоне Евразии. На территории бывшего СССР населяет территорию от Карпат до Приморского края.

## Описание

### Проволочники
Проволочник в длину достигает 20 миллиметров. Задняя лопасть лобной пластинки короткоклиновидная, от расширенной передней трети к вершине округло сужается, на вершине остро округлена. Теогиты сегментов груди и брюшка блестящие, почти гладкие, в тонких редких морщинках и очень мелких редко рассеянных точках.

## Экология
Проволочников, фитофагов, можно встретить в лесной подстилке, подо мхом и в мховых подушках.